# Victor Tedesco

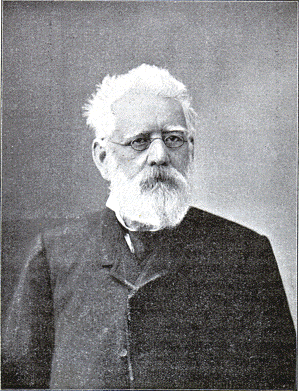
Portretfoto op 68 jaar

Victor Tedesco (Luxemburg, 28 juni 1821 - Aarlen, 29 mei 1897) was een Belgisch advocaat en politicus, eerst communist en vervolgens liberaal.

## Leven
Tedesco, een progressieve advocaat aan de Luikse balie, was bevriend met Karl Marx, die van 1845 tot 1848 in Brussel verbleef. Hij werd lid van de Bond der Communisten en de republikeinse Association Démocratique. In zijn papieren zijn vertalingen gevonden van het Communistisch Manifest, dat hij hielp publiceren. Na het nieuws van de Februarirevolutie in Frankrijk kwam Tedesco naar Brussel om toespraken te houden en deel te nemen aan manifestaties op de Grote Markt. Op 29 februari 1848 werd hij opgepakt met Philippe Gigot, Prosper Esselens en Louis-Joseph Dejaer. Hij kwam op 12 maart vrij, maar werd verantwoordelijk gesteld voor de "invasie" door het Belgisch legioen, gefnuikt bij Risquons-Tout. 17 betrokkenen, onder wie Tedesco, kregen op 30 augustus de doodstraf van het Antwerpse assisenhof, op 21 november omgezet in twintig jaar gevangenisstraf. Terwijl hij vastzat in de militaire gevangenis bij de Sint-Andrieskerk, schreef hij de Catéchisme du prolétaire, een kort werk dat later Alfred Defuisseaux zou inspireren. Het is een van de vroegste marxistische geschriften. Het werd gepubliceerd in 1849, toen hij was overgebracht naar het Fort van Hoei. In 1854 kwam Tedesco vrij en vestigde hij zich als advocaat in Aarlen. Hij bleef politiek actief: op de lijst van de liberalen raakte hij verkozen in de lokale gemeenteraad en in de Luxemburgse provincieraad. Ook bracht hij het tot stafhouder van de balie.